# Liste de beurres
Le beurre est un aliment composé de gouttelettes d’eau dans la matière grasse d’origine laitière. Sous les climats tempérés, c’est un solide mou de couleur jaunâtre. Il fond progressivement à la chaleur. Cette dénomination a été étendue à d'autres matières d'origine végétale ; elle a également été donnée à différentes préparations culinaires à base de beurre. 

## En fonction de la teneur en sel
- Beurre demi-sel
- Beurre salé
- Beurre doux

## En fonction de la teneur en eau
- Beurre sec ou beurre de tourage (14 % d'eau au lieu de 16)[1], parfois appelé beurre pâtissier[2]
- Beurre concentré ou huile de beurre  parfois appelé beurre pâtissier[1]
  - Beurre concentré industriel, 0,2 % d'eau
  - Beurre clarifié, au moins 98 % de matière grasse
  - Ghee (beurre clarifié indien)

## Beurres d'origine animale
Voir aussi (pour la France) : Liste des AOC laitières.
- Beurre rose (AOP de beurre de vache, Luxembourg)
- Beurre de yak
- Beurre d'Ardenne (AOC de beurre de vache)
- Beurre de Bresse (AOP de beurre de vache)
- Beurre Charentes-Poitou (AOP de beurre de vache)
- Beurre des Deux-Sèvres
- Beurre d'Échiré
- Beurre d'Isigny
- Beurre de Marrakech (infusé au cannabis)

## Beurres d'origine végétale
- Beurre d'arachide ou beurre de cacahuètes
- Beurre de cacao
- Beurre d'érable
- Beurre de karité
- Beurre de pistache

## Sauces et autres préparations culinaires
- Beurre blanc ou beurre nantais
- Beurre d'écrevisse
- Beurre maître d'hôtel
- Beurre manié
- Beurre noir
- Beurre noisette ou beurre roux
- Beurre persillé ou beurre d'escargot
- Beurre pommade
- Beurre ravigote
- Beurre rouge
- Beurre de truffe